# Herb Jabłonowa Pomorskiego
Herb Jabłonowa Pomorskiego – jeden z symboli miasta Jabłonowo Pomorskie i gminy Jabłonowo Pomorskie w postaci herbu. Herb został nadany razem z prawami miejskimi w 1962 roku.

## Wygląd i symbolika
Herbem Jabłonowa Pomorskiego są trzy żółte (złote) kłosy na czerwonej tarczy herbowej. Symbolika herbu nawiązuje do rolniczego charakteru gminy. 